# Eurico da Fonseca
Eurico Sidónio Gouveia Xavier Lopes da Fonseca (Lisboa, 1 de Março de 1921 - Almada, 4 de Dezembro de 2000) foi o principal especialista português em astronáutica. Estendeu o seu trabalho a outras áreas, como informática, energias renováveis e automóveis.

## Biografia
Praticamente autodidacta, seria nomeado investigador por decreto-lei, equiparado a professor catedrático.[carece de fontes?] Tornou-se conhecido do grande público através da televisão e dos jornais. Nos anos 60, conseguiu grande projecção nos meios científicos norte-americanos.
Tirou o curso de mecânico de automóveis na Escola Industrial Marquês de Pombal, em 1939.
Dirigiu desde 1958 o já extinto Centro de Estudos Astronáuticos, pertencente logisticamente à Mocidade Portuguesa, mas independente desta, e foi desenhador-chefe da Escola Naval do Ministério da Marinha até 1962.
Tornou-se delegado oficial de Portugal aos congressos promovidos pela Federação Internacional de Astronáutica, onde apresentou projectos da sua autoria. Dois deles intitulam-se "The Dynamic Limitation of the Freedom of the Space – A Limitação Dinâmica da Liberdade do Espaço Cósmico" (Londres, 1959) e "The Utilization of Artificial Planetoids in Interplanetary Flight – A Utilização de Planetóides Artificiais no Voo Interplanetário"(Estocolmo, 1960).
Na sequência desta última comunicação, Eurico da Fonseca expôs o "The Boomerang Project — O Projecto Bumerangue", em Tóquio, num simpósio da Japan Rocket Society. A ideia foi, posteriormente, discutida com o engenheiro da NASA John C. Houbolt (responsável pela concepção do primeiro módulo lunar), no Centro de Investigação Langley, em Hampton, Virgínia, EUA, em Novembro de 1961.
A convite do Governo americano, participou no "Spaceflight Report to the Nation", em Nova Iorque (1961). Nesta ocasião ficou a conhecer a indústria norte-americana da astronáutica e visitou as instalações da NASA, tornando-se a primeira pessoa não norte-americana a ter esse privilégio.
Conheceu os principais dirigentes do Programa Apollo, contactando com os problemas que surgiram durante a fase inicial do mesmo.
Foi convidado a participar na Conferência sobre Naves Tripuladas em 17 de Janeiro de 1963, organizada em Los Angeles pela American Astronautical Association – sob a presidência de Maxwell Hunter, responsável pelo programa Mercury e então vice-presidente do USA National Aeronautics and Space Council.
Foi autor do vocabulário oficial de Astronáutica em português, elaborado em 1960 em colaboração com a Academia de Ciências de Lisboa, o Centro de Estudos Filológicos do Instituto para a Alta Cultura, a Federação Internacional de Astronáutica e a Sociedade Interplanetária Brasileira.
Assumiu as funções de investigador do Centro de Estudos Especiais da Armada de 1962 a 1984, ano em que se reformou.
Leccionou sobre Cultura Actual na Universidade Nova de Lisboa. Obteve o prémio Einstein pelo melhor trabalho na imprensa portuguesa sobre ciência e tecnologia, em 1985.

## Media
Notabilizou-se como comentador de assuntos científicos. Na rádio, acompanhou em directo na Emissora Nacional a descida do primeiro homem na Lua em 1969 e comentou os voos espaciais norte-americanos e soviéticos.
Na televisão, foi o apresentador e autor do programa 5ª Dimensão, da RTP, e comentador de ciência do programa Ponto por Ponto, de Raúl Durão, até Outubro de 1995.
Nos jornais, colaborou, entre outros, com O Volante, em 1939, Diário Popular, nos anos 50, e A Capital, onde foi responsável pelo suplemento História do Automóvel e a secção Computadores e ainda na revista  57 : folha independente de cultura  (1957-1962).
Foi autor da série de ficção científica "O Segredo de Marte", emitida nos meados dos anos 80, e reposta em 1993, na RDP.
Traduziu cerca de 260 livros de ficção-científica desde a década de 1960 para editora Livros do Brasil, Colecção Argonauta, da qual foi director até 1995.

## Livros
- História Breve da Astronáutica – 1960
- A Conquista do Espaço – 1962
- A Sociedade do Futuro: Tecnologia para um mundo novo – 1978
- Energias Renováveis – 1983
- Segredos do Windows 95 – 1996
- O Terceiro Milénio – 1999

| “ | Para muitas pessoas a Astronáutica começou no dia 4 de Outubro de 1957. A sua história é curta e quase insípida. Para outros, para aqueles que acompanharam sempre o velho sonho, a História da Astronáutica não é apenas a citação mecânica e fria de êxitos e decepções, de distâncias, velocidades, pesos e forças. É algo de belo e de épico. Desde a lendas indianas, chinesas e mongóis até aos escritores gregos, desde os homens que revolucionaram a Astronomia até aos fogueteiros de há cem anos e aos sonhadores de há meio século, há mil momentos de beleza, de comédia e drama que permanecem ignorados. Por isso vamos falar deles.(…) No fim ficará uma certeza: a História da Astronáutica não começou quando o primeiro satélite artificial entrou em órbita. É tão velha como a Humanidade. Nasceu quando os Homens tiveram pela primeira vez consciência de que o seu espírito estava acima do dos animais, e por isso não se podia conter nas coisas terrenas." | ” |

## Textos
É de norma lembrar os tempos de escola com saudade, mas nos finais dos anos 30 as coisas não eram fáceis para quem se interessava pela ciência e tecnologia. Os livros não ajudavam – até muito mais tarde, quem os lesse ficava convencido de que no Universo só havia uma galáxia – a nossa – e quanto à biologia, o importante era o aparelho circulatório da minhoca. Quem queria saber mais do que isso era apontado como «maluquinho», e com alguma razão, pois nada encontrava que alimentasse a sua sede de conhecimento. Nos jornais pensava-se que aquilo que faziam os «coca-bichinhos» nos laboratórios e nas oficinas só a eles interessava e, portanto, não era de pôr em letra de forma – a ideia que tinham da importância de tais coisas foi demonstrada por um jornal diário que, quando explodiu a bomba de Hiroxima, noticiou em título que ela equivalia a 20 «toneladas» de TNT – a ideia de que se tratasse de «quilotoneladas» pareceu absurda! E quando o primeiro satélite artificial foi colocado em órbita, o mesmo jornal publicou a notícia em três linhas na terceira página, a dos espectáculos…
Quanto a revistas especializadas, a situação não era melhor. A única, a «Electricidade e Mecânica», aguentou-se com dificuldade até aos meados da década de 30, e os seus volumes encadernados, mesmo obsoletos, eram procurados nas Feiras do Livro como se fossem tesouros. Quanto a comprar revistas estrangeiras, bem…eram só para os afortunados e, com excepção da então chamada «La Science et la Vie», só as havia na língua inglesa, que então estava longe de ser tão conhecida como hoje.
A salvação encontrávamo-la num armazém da Rua de S. Bento, famoso pela presença de um letreiro onde se dizia «É proibido discutir política neste estabelecimento», e onde iam parar as sobras dos jornais e revistas em línguas estrangeiras. Escolhia-se nos montes aquilo que nos interessava e depois pesava-se o papel e pagava-se. Por vinte e cinco tostões levava-se uma carrada. Foi assim que fomos acumulando conhecimento e que aprendemos por nós próprios a língua inglesa. Quando o armazém fechou, o negócio passou para os alfarrabistas de rua, instalados junto à estação do Rossio, e foi aí que conseguimos constituir uma colecção quase completa de «La Science et la Vie» a partir do nº 1.
A pergunta que fazemos hoje a nós próprios é simples. Que teríamos podido fazer – nós e todos como nós – se a Net e a Web existissem há 50 ou 60 anos atrás e pudéssemos dispor da facilidade e riqueza do acesso à informação que elas proporcionam? E até onde poderão chegar os jovens que hoje dispõem de uma tão directa, tão ampla e tão livre fonte de conhecimento?
Eurico da Fonseca
in revista @net, Dezembro de 1996
Efeitos Calamitosos para o Programa do 'Space Shuttle'
Começava-se já a ter a ideia de que estas viagens eram uma rotina. Pois não é verdade, infelizmente. Os perigos são muitos grandes, continuam grandes, como vimos, e principalmente quando se usam foguetes de propulsão de sólidos, como os que eram usados para arrancar o Space Shuttle. Não há dúvida de que foram esses foguetes a causa do acidente. Eles deviam ter funcionado durante dois minutos. Tanto quanto se saiba, o acidente deu-se 45 segundos após a largada, portanto ainda no período de funcionamento desses motores de propulsão de sólidos.
Eu posso dizer, por experiência própria, pelo muito tempo que na nossa marinha trabalhei, desenhando e produzindo motores desses, embora, evidentemente, muito mais pequenos, posso dizer que se trata de algo muito traiçoeiro. Basta uma pequena fenda, que pode até surgir com vibrações, na carga propulsora, que é feita à base de borracha sintética ou plástico e perclorato, para que a superfície de combustão aumente para além do conveniente e então se dê uma explosão. Foi certamente o que aconteceu.
Os resultados, para além do imediato de toda a tragédia que infelizmente houve, vão ser certamente calamitosos para o programa do Space Shuttle, até porque neste momento estava a haver, da parte da N.A.S.A., uma grande falta de pilotos e homens experimentados, não propriamente pelo receio de voarem, antes pelo contrário, mas sim porque os treinos e a preparação dos voos lhes ocupavam demasiado tempo. Em face disto, certamente que muitos irão desistir.
Por outro lado, também há questão de que todo o programa Vaivém é um programa comercial, feito para ganhar dinheiro; não é só a perda que representa o desaparecimento do Challenger, são também os contratos que possivelmente serão anulados. Na verdade, todo o programa do Vaivém será afectado, e também todo o programa espacial americano, inclusive o da plataforma orbital,  que se esperava pôr em órbita em 1990. Além disso, pode também prejudicar toda a actividade dos outros países, uma vez que uma fase como esta do Vaivém é indispensável para qualquer programa. Refira-se que a União Soviética também se encontra a fazer experiências com modelos idênticos, e que a França também tinha proposto à Agência Espacial Europeia a construção de um Vaivém.
Eurico da Fonseca, "Diário de Notícias", 29 de Janeiro de 1986